# ユタカ食品
有限会社ユタカ食品（ゆたかしょくひん、Yutaka Food Co., Ltd.）は日本の食品メーカーである。

## 概要
ふりかけ、特に素材の風味、食感を豊に表現したひじきの生ふりかけを製造、販売している。
調理の手間なくひじきをそのままご飯にかけて食べることができるしそひじきはユタカ食品が開発したオリジナル商品である。
主に全国のお土産店や百貨店の催事で販売され、出荷を伸ばしている。他社ブランドでのOEM製造も広く手がけしそひじき、ひじきごはんの出荷は年間100tを超える。

## 事業所
- 本社 工場

広島県呉市豊町大長5992-5